# Робърт Джонсън (икономист)
Робърт Артър Джонсън (на английски: Robert Arthur Johnson) е изпълнителен директор на Института за ново икономическо мислене, старши научен сътрудник и директор на „Проект за глобални финанси“ в Института Рузвелт и редовен дописник в NewDeal 2.0 със своята „FinanceSeer Column“ („Рубрика на финансовия гадател“). Той е бивш финансов дилър на Уолстрийт и Изпълнителен директор на Soros Fund Management.
Джонсън е бил главен икономист на Банковия комитет към Сената на САЩ, по времето когато Уилям Проксър е бил председател на Борда на директорите. Преди това е заемал длъжността на старши икономист в Бюджетната комисия на Сената на САЩ под ръководството на Пийт Доменики. Джонсън е изпълнителен продуцент на спечелилия „Оскар“ документален филм „Такси до тъмната страна“, режисиран от Алекс Гибни, и е бивш председател на Националната фондация за ученически шах.

## Академични приноси
Джонсън твърди, че безработицата и непълната заетост са причината за по-ниските данъчни приходи по време на правителствата на Джордж Буш и Барак Обама, което е довело до проблемите с бюджетния дефицит на САЩ. Той също така посочва липсата на данък върху по-богатите американци, които са наследили богатство по рождение или в ранна възраст като друга причина за същото, в допълнение към ефектите от правителствените спасителни мерки за големите частни корпорации в годините след 2008 г.
Получава бакалавърска степен по електротехника и икономика от Масачузетския технологичен институт, и магистърска степен, и докторска степен по икономика от Принстънския университет.

## Избрана библиография
- Такси до тъмната страна. с Алекс Гибни, THINKFilm, 2007.
- Никаква промяна, в която можем да вярваме: Финансите са същите, както винаги Архив на оригинала от 2020-05-29 в Wayback Machine..
- Какво за допълнителни 12,5 милиарда? Ню Йорк Таймс. 19 ноември 2009 г.
- Кой влияе върху бюджетните предложения на Обама?, HuffPost 15 февруари 2011 година.